# Geminoropa hookeriana
Geminoropa hookeriana är en snäckart som beskrevs av Petterd 1879. Geminoropa hookeriana ingår i släktet Geminoropa och familjen Charopidae. Inga underarter finns listade i Catalogue of Life.